# RT-23
L'RT-23 Molodets (nome in codice NATO: SS-24 Scalpel) è un missile balistico intercontinentale (ICBM) costruito in Unione Sovietica nella seconda metà degli anni ottanta. In grado di portare ben 10 testate nucleari MIRV, aveva una gittata di circa 10.000 km.
In tutto vennero costruiti 92 esemplari di questo missile, in due versioni principali: una che poteva essere lanciata da un normale silo, l'altra da un vagone ferroviario. Oggi non è più operativo.

## Sviluppo
Lo sviluppo di questo ICBM, progettato per sostituire l'SS-19, è stato estremamente lungo e complesso. Le prime notizie sul programma risalgono addirittura al 1969, ma lo sviluppo vero e proprio iniziò nel 1971. Il programma fu continuamente soggetto a ripensamenti, e gli stessi progetti vennero modificati più volte. In particolare, l'ufficio tecnico responsabile del progetto, l'istituto KB Yuzhnoye (OKB-586)  incontrò difficoltà enormi, soprattutto con la versione ferroviaria a causa dell'estrema novità rappresentata da questa soluzione.
A causa di queste difficoltà, il 23 luglio 1976 si decise di accantonare momentaneamente la versione ferroviaria e di sviluppare solo quella lanciabile dal silo. Il progetto preliminare di questa nuova versione venne presentato nel 1977, ma venne giudicato insoddisfacente. Furono quindi necessarie estese modifiche, soprattutto all'impianto propulsivo, al sistema di rientro delle testate (in questo caso venne adottato quello, già collaudato, dell'SS-18) ed all'estremità anteriore del missile. Il nuovo progetto venne presentato nel dicembre del 1979. Il nome interno di questa versione era 15Zh44.
Nel 1980 venne ripreso lo sviluppo della versione ferroviaria (che inizialmente doveva essere capace di essere lanciata anche da un mezzo ruotato stradale), ed un primo progetto venne presentato nello stesso anno con il nome di 15Zh52.
Le prime prove di volo del nuovo ICBM furono un vero fallimento: i primi risultati soddisfacenti furono infatti ottenuti solo con l'11° lancio. Dopo altre sperimentazioni, finalmente si riuscì ad immettere in servizio il nuovo missile, sia nella versione ferroviaria sia in quella da silo. In tutto, vennero costruiti 92 missili, 56 della versione da silo e 36 di quella ferroviaria. La costruzione terminò nel 1991.

## Versioni prodotte
- SS-24 (PL-4): si tratta della prima versione realizzata. Ricevette il nome di progetto 15Zh44. Le prove di volo iniziarono il 26 ottobre 1982 presso il poligono di Plesetsk, ma furono un vero fallimento, tanto che il 10 febbraio 1983 si decise di annullare il progetto.
- SS-24 Mod-0: si tratta della versione ferroviaria, di cui fu ripreso lo sviluppo a partire dal 1980. Il nome di progetto della nuova versione era 15Zh52. Il 9 agosto 1983 il progetto venne approvato: secondo la specifica, doveva essere in grado di essere lanciato sia da un silo, sia da un vagone, sia da un mezzo stradale (quest'ultimo requisito venne poi cancellato). La designazione militare era RT-23, ma fu anche noto con il nome di RS-22B. La versione ferroviaria venne sperimentata con successo nell'aprile 1985, e ne furono distribuiti alcuni esemplari in via sperimentale nel 1987.
- SS-24 Mod-1: versione ferroviaria praticamente identica al modello precedente. Il nome di progetto era 15Zh61. Venne sperimentato dal febbraio 1985 al dicembre 1987. In tutto, ne vennero costruiti 36 esemplari. Ricevette la designazione militare di RT-23 UTTKh, ma fu anche noto con il nome di RS-22V.
- SS-24V Mod-2: si tratta della versione lanciabile dal silo. Sperimentata tra il luglio 1986 ed il novembre 1988, ricevette il nome di progetto 15Zh60. Il dispiegamento iniziò nel 1988, e ne furono costruiti in tutto 56 esemplari. Vennero sistemati in via provvisoria nei silo (appositamente modificati) dei missili SS-17, e ricevettero la designazione militare di RT-23 UTTKh (anche se furono conosciuti anche con il nome di RS-22A).

## Tecnica
Il missile balistico intercontinentale SS-24 è un sistema d'arma particolarmente avanzato. Per le sue prestazioni, viene considerato un ICBM di quinta generazione, ed è direttamente confrontabile con lo statunitense LGM-118A Peacekeeper.
Le versioni principali sono due, una lanciabile da un silo, l'altra da un vagone ferroviario. Le caratteristiche tecniche, comunque sono molto simili. Le dimensioni sono praticamente identiche: la versione da silo è lunga 23,4 metri, quella ferroviaria 23,3 (questo perché ha l'estremità del cono piegata prima del lancio), mentre il diametro è il medesimo. Le prestazioni sono le stesse, così come le possibilità di armamento.
Lo "Scalpel" è un missile a propellente solido a tre stadi. Il primo stadio ha un peso di 53,7 tonnellate, una spinta di 210 tonnellate ed è controllata da un ugello imperniato nel motore. La seconda fase ha una spinta di 107 tonnellate e la terza di 21 tonnellate. Entrambe queste fasi sono controllate da quattro piccole alette di controllo direzionale sulla sezione finale del cono. Leggermente diverse sono le caratteristiche della motorizzazione: infatti, il primo stadio della versione lanciabile dal silo ha un ugello rotante, mentre la versione ferroviaria è dotata di un ugello fisso, parzialmente inserito all'interno della camera di combustione. Il secondo ed il terzo stadio invece sono identici: i motori sono dotati di ugelli estensibili durante il volo, in modo da aumentare le prestazioni del missile senza aumentare le dimensioni.
Il peso al lancio è di 104,5 tonnellate, mentre il carico utile è di 4.050 kg.
Il sistema di partenza è a freddo, ed il missile viene lanciato grazie ad un generatore di gas contenuto in un anello alto complessivamente due metri, che viene sganciato quando il missile raggiunge i 50 metri di altezza. Il lancio del missile avviene all'interno di una apposita "camera di lancio": si tratta di un tubo cilindrico di metallo (che ha la designazione di 15P961), lungo oltre 20 metri (21 per la versione da silo e 22,6 per quella ferroviaria) e largo 2,7. Il lancio del missile avviene grazie alla tecnica del mortaio.
Per quanto riguarda il lancio ferroviario, questo può avvenire da qualunque punto della linea: il vagone è munito di un tetto scorrevole che viene aperto, il cilindro viene alzato ed il missile è così pronto al lancio. Il vagone pesa oltre 200 tonnellate (missile compreso), è lungo 23,6 metri, è alto 5 metri e largo 3,2.
Il sistema di guida è inerziale autonomo, ed utilizza un computer digitale imbarcato a bordo: è estremamente simile a quello dell'SS-18, ma è più perfezionato. La strumentazione, leggermente diversa tra le due versioni, è costituita da elementi elettronici studiati per resistere alle radiazioni. Il sistema di guida è molto sofisticato, e garantisce un'estrema precisione: il margine di errore (CEP) è infatti di soli 185 metri. Comunque, sembra che la versione ferroviaria (come tutte le versioni con sistema di lancio mobile) sia meno precisa: questo può aver spinto i russi a sviluppare anche una versione da silo.
Per quanto riguarda l'armamento, l'SS-24 può imbarcare 10 testate nucleari MIRV, ognuna delle quali ha una potenza di ben 550 kilotoni (circa 35 volte la bomba atomica di Hiroshima). Il potere distruttivo di questa arma è dunque notevole.
La vita utile di questo missile, secondo fonti non ufficiali, pare raggiunga gli 11 anni.

## Utilizzo
Il missile balistico intercontinentale  SS-24 Scalpel venne immesso in servizio alla fine degli anni ottanta. Per quanto riguarda la versione lanciabile da silo, ne vennero costruiti 56 esemplari: 10 furono schierati a Tatiščevo in Russia, e 46 a Pervomaysk in Ucraina. Dopo lo scioglimento dell'Unione Sovietica, tutti i missili ucraini vennero smantellati, secondo quanto previsto dai trattati START I:  10 esemplari vennero distrutti nel 1998, ed i restanti nel 2001. Per quanto riguarda le testate nucleari, queste vennero restituite alla Russia.

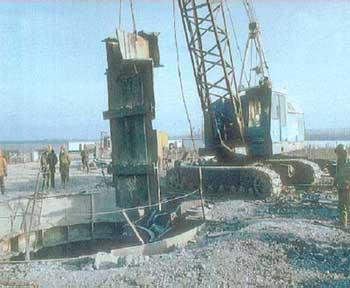
Distruzione di un silo per SS-24 in Ucraina

I missili presenti in Russia rimasero invece operativi.
Gli esemplari ferroviari furono costruiti in 36 unità. Vennero costituite tre divisioni, dislocate in altrettante aree: Kostroma (400 km ad est di Mosca), Brešet (1.250 km ad est di Mosca) e Krasnojarsk. Una divisione era composta da quattro complessi chiamati BŽRK (Boevoj Železnodorozhnjy Raketnyj Kompleks: complesso missilistico ferroviario militare).
Un BŽRK era sostanzialmente un treno blindato formato da tre vagoni per il lancio (ognuno con un missile), un vagone per il comando ed il controllo, un vagone generatore di elettricità e due vagoni per il personale. La propulsione era assicurata da due locomotori diesel, soluzione che consentiva di operare anche su linee non elettrificate.
Tutti questi missili rimasero operativi, anche se dopo il 1994 molti di questi complessi ferroviari rimasero fermi per mancanza di fondi. Nonostante questo, vennero condotti altri due test con queste armi, nel 1996 e nel 1998.
La radiazione di queste armi è stata molto recente. Infatti, l'ultimo complesso ferroviario venne ritirato dal servizio nell'agosto 2005, e nell'ottobre dello stesso anno l'ultimo missile è stato distrutto.
Questo missile era costruito in Ucraina, e visto che questo Stato non aveva alcun interesse a costruire questo tipo di ICBM, la linea di produzione venne definitivamente chiusa nel 1995. Di conseguenza, la Russia ebbe enormi problemi di manutenzione, prima per il fatto di dover importare i componenti dall'estero, poi per la mancanza di pezzi di ricambio. Questi fattori, probabilmente, hanno portato allo smantellamento di queste armi, che ormai avevano già abbondantemente superato la fine della propria vita utile. A questi fattori, più che al rispetto dei trattati START II, è probabilmente da attribuire la radiazione di questi formidabili missili.

## I tentativi di riutilizzo
Nei primi anni novanta vennero proposte diverse soluzioni per modificare l'SS-24 ed utilizzarlo come vettore civile per mettere in orbita satelliti.
La prima "soluzione", piuttosto originale, venne proposta dallo Yuzhnoye NPO nel 1991. L'idea prevedeva di scaricare uno di questi ICBM da un aereo cargo Antonov An-124 modificato appositamente. Lo sgancio sarebbe dovuto avvenire a 10.000 metri di quota. Una volta scaricato, il missile avrebbe dovuto, grazie ad un paracadute, mettersi in posizione verticale. Il lancio sarebbe avvenuto subito dopo.
La seconda soluzione venne proposta nel 1994, quando se ne teorizzò l'impiego, sempre come vettore civile per satelliti, con partenza da una chiatta galleggiante posizionata nel Mar Nero.
Nessuna di queste proposte venne realizzata.